# Juan Fernández (actor dominicano)
Juan de Jesús Fernández de Alarcón (Santo Domingo; 13 de diciembre de 1956) es un actor dominicano afincado en Hollywood, especialmente conocido por sus papeles como antagonista en las películas en las que ha participado. Hizo su debut en Salomé con la ayuda del pintor español Salvador Dalí y desde entonces ha sido actor estelar en más de 30 filmes producidos en distintos países.

## Filmografía
| #   | Título                                                               | Año  | Personaje                    | Notas                             |
| 1.  | Salomè                                                               | 1972 |                              | Primera actuación en una película |
| 2.  | Uncommon Valor                                                       | 1983 | Ordenado                     |                                   |
| 3.  | Fear City aka Border aka Ripper                                      | 1984 | Jorge                        |                                   |
| 4.  | Salvador                                                             | 1986 | Army Lieutenant              |                                   |
| 5.  | Wildfire                                                             | 1988 | Hombre en la cantina         |                                   |
| 6.  | Bulletproof (A Prueba de Balas)                                      | 1988 | Pantaro                      |                                   |
| 7.  | Crocodile Dundee II                                                  | 1988 | Miguel                       |                                   |
| 8.  | Kinjite: Forbidden Subjects                                          | 1989 | Duke                         |                                   |
| 9.  | Cat Chaser (El Cazador de Gatos)                                     | 1989 | Rafi                         |                                   |
| 10. | L.A. Takedown aka Crimewave (USA) aka L.A. Crimewave aka Made in L.A | 1989 | Harvey Torena                |                                   |
| 11. | Extralarge: Moving Target                                            | 1990 | Rashid                       |                                   |
| 12. | A Show of Force (Bajo Otra Bandera)                                  | 1990 | Capitán Correa               |                                   |
| 13. | Arachnophobia                                                        | 1990 | Miguel Higueras              | Cameo (no aparece en créditos)    |
| 14. | Liquid Dreams                                                        | 1991 | Juno                         |                                   |
| 15. | Aces: Iron Eagle III (Águila de Acero III)                           | 1992 | Escovez                      |                                   |
| 16. | Nails                                                                | 1992 | Víctor Menandez              |                                   |
| 17. | Fire on the Amazon aka Lost Paradise                                 | 1993 | Ataninde                     |                                   |
| 18. | Fugitive Nights                                                      | 1993 | Bino Sierra                  |                                   |
| 19. | Necronomicon                                                         | 1993 | Asistente (empacador)        |                                   |
| 20. | The Dangerous aka Divine Wind (USA)                                  | 1994 | Tito                         |                                   |
| 21. | Saints and Sinners                                                   | 1994 | Sacerdote                    |                                   |
| 22. | Silent Fury                                                          | 1994 |                              |                                   |
| 23. | Cheyenne                                                             | 1996 | Vargas                       |                                   |
| 24. | Executive Decision                                                   | 1996 | Bombardero de Londres        |                                   |
| 25. | Mad Dog Time aka Trigger Happy (UK)                                  | 1996 | Davis                        |                                   |
| 26. | Dead Tides                                                           | 1997 | Juan Carlos                  |                                   |
| 27. | Doña Bárbara                                                         | 1998 | Melquiades                   |                                   |
| 28. | Slice & Dice aka Bite                                                | 2000 | Luiz                         |                                   |
| 29. | Entre los dioses del desprecio                                       | 2001 |                              |                                   |
| 30. | A Man Apart (Diablo)                                                 | 2003 | Mateo Santos                 |                                   |
| 31. | In Hell (Salvaje)                                                    | 2003 | Shubka                       |                                   |
| 32. | The Lost City                                                        | 2005 | Fulgencio Batista            |                                   |
| 33. | Otis E.                                                              | 2007 | Bar Owner                    | Actualmente en posproducción      |
| 34. | Los Bandoleros                                                       | 2009 | Elvis                        | Como Juan Fernández               |
| 35. | The Collector                                                        | 2009 | El hombre / El coleccionista |                                   |
| 36. | La Soga                                                              | 2009 | General Colón                |                                   |
| 37. | Trópico de Sangre                                                    | 2010 | General Rafael Trujillo      | Actualmente en postproducción     |